# Joseph von Joner-Tettenweiß
Graf Johann Nepomuk Joseph von Joner-Tettenweiß  (* 31. Juli 1821 in München; † 27. Januar 1898 ebenda) war ein bayerischer Kämmerer und Offizier, zuletzt Generalmajor.

## Leben

### Familie
Er entstammte der alten ursprünglich elsässischen Adelsfamilie der Joner auf Tettenweiss. Das Geschlecht, das 1420 von Kaiser Sigismund den Adelsstand erhielt, wurde 1789 in den Freiherrenstand und 1790 in den Reichsgrafenstand erhoben.
Josephs Vater Johann Nepomuk Anton Graf von Joner-Tettenweiß (1783–1856) war bayerischer Kämmerer und erster Zeremonienmeister, Komtur- und Kapitularherr des Ordens vom Heiligen Georg sowie Herr der Herrschaft Tettenweiss. Er heiratete 1810 Maria Anna Gräfin von Toerring und Tengling, Freiin von Seefeld (1794–1874). Aus der Ehe gingen drei Söhne und eine Tochter hervor. Der erstgeborene Sohn Maximilian (* 1813) starb bereits zwei Wochen nach der Geburt. Der zweite Sohn Clemens (* 1814), Josephs älterer Bruder, starb 1870 als bayerischer Kämmerer, Generalmajor und Stadtkommandant von Nürnberg. Die einzige Tochter Antonia Wilhelmina Johanna Nepomucena (1823–1905) heiratete 1853 den österreichischen Kämmerer und Major Maximilian Joseph Gustav Eugen Ludwig Graf von Frohberg genannt Montjoye.

### Militärkarriere
Joner-Tettenweiß wurde zunächst in der Pagerie in München erzogen und am 21. August 1839 zum Junker im Infanterie-Leib-Regiment ernannt. Im April 1840 erfolgte seine Beförderung zum Unterleutnant, im August 1848 zum Oberleutnant, im April 1853 zum Hauptmann II. Klasse, im Juni 1859 zum Hauptmann I. Klasse sowie am 20. Mai 1866 zum Major. Als solcher nahm er mit seinem Regiment 1866 am Feldzug gegen Preußen teil. Für sein Verhalten während des Gefechtes bei Seybothenreuth am 29. Juli 1866, bei dem Joner-Tettenweiß das 4. Bataillon seines Regiments führte, bewarb er sich für die Aufnahme in den Militär-Max-Joseph-Orden. Ein zu Würzburg am 28. Februar 1867 abgehaltenes Ordenskapitel unter Vorsitz von Jakob von Hartmann hielt das Gesuch einstimmig für nicht mit den Ordensstatuten begründet. Es erkannte jedoch mehrheitlich an, dass Joner-Tettenweiß durch sein mutiges Verhalten und seine erlittene Verwundung im Gefechte bei Seybothenreuth sich einer anderen ehrenden Auszeichnung würdig gemacht hat. Er erhielt am 23. Mai 1867 das Ritterkreuz I. Klasse des Militärverdienstordens.
Bereits 1853 wurde Joner-Tettenweiß zum bayerischen Kämmerer und ein Jahr später zum Ritter des Ordens vom Heiligen Georg ernannt. Weitere Auszeichnungen folgten, so am 23. Dezember 1867 der österreichische Orden der Eisernen Krone III. Klasse und am 12. April 1868 das Komturkreuz II. Klasse des sächsischen Albrechts-Ordens.
Den Feldzug gegen Frankreich 1870/71 erlebte Joner-Tettenweiß zunächst im Infanterie-Leib-Regiment, wurde aber am 18. September 1870 zum Oberstleutnant im 13. Infanterie-Regiment „Franz Joseph I.“ befördert. Mit Armeebefehl vom 29. September 1870 erhielt er für seine Leistungen in der Schlacht bei Wörth am 6. August 1870 und mit Armeebefehl vom 1. November 1870 für seine Verdienste in der Schlacht von Sedan am 1. September 1870 Belobigungen sowie für Sedan das Eiserne Kreuz II. Klasse.
Ein zu Grosbois unter Vorsitz vom Generalleutnant Joseph Maximilian von Maillinger am 7. Februar 1871 abgehaltenes Ordenskapitel erkannte nun einstimmig Joner-Tettenweiß, wegen seines tapferen Verhaltens in der Schlacht bei Sedan als Kommandeur des 3. Bataillons des Infanterie-Leib-Regiments, zur Aufnahme in den Militär-Max-Joseph-Orden an. Mit Allerhöchstem Signat vom 17. Februar 1871 wurde er als Ritter in den Militär-Max-Joseph-Orden aufgenommen.
Am 9. Oktober 1870 wurde ihm das Kommando des 10. Infanterie-Regiments „Prinz Ludwig“ übertragen, das er bis zum 1. Januar 1871 führte. Mit diesem Verband, der zum I. Armeekorps gehörte, kämpfte er am 9. November 1870 noch in der Schlacht bei Coulmiers, wo er erneut am Arm verwundet wurde. Am 27. Januar 1871 erfolgte seine Versetzung zum 11. Infanterie-Regiment „von der Tann“. Im Armeebefehl vom 3. April 1871 wurde Joner-Tettenweiß wegen seines tapferen Einsatzes und hervorragenden Leistungen während des gesamten Kriegs wiederholt belobigend erwähnt.
Am 16. Februar 1872 erfolgte seine Versetzung zum 2. Infanterie-Regiment „Kronprinz“ und am 1. Mai 1873 seine Beförderung zum Oberst im 8. Infanterie-Regiment „Pranckh“. Nachdem er am 29. Mai 1877 den preußischen Kronen-Orden II. Klasse erhalten hatte, wurde er am 13. März 1878 mit Pension sowie der Erlaubnis des Tragens der Uniform verabschiedet und am 26. April 1879 als Generalmajor charakterisiert.
Joseph Graf von Joner-Tettenweiß starb am 27. Januar 1898 im Alter von 77 Jahren in München. Mit seinem Tod erloschen die Grafen von Joner-Tettenweiß im Mannesstamm. Sein älterer Bruder Clemens Graf von Joner-Tettenweiß starb bereits 1870. Er hinterließ aus seiner Ehe mit Ernestine Maria, geborene Gräfin von Kolowrat-Krakowsky eine Tochter.